# Acrophonus jeanneli
Acrophonus jeanneli is een rechtvleugelig insect uit de familie krekels (Gryllidae). De wetenschappelijke naam van deze soort is voor het eerst geldig gepubliceerd in 1932 door Lucien Chopard.